# Баркос, Эрнан
Эрна́н Ба́ркос (исп. Hernán Barcos; род. 11 апреля 1984, Бель-Вилье, Кордова, Аргентина) — аргентинский футболист, нападающий перуанского клуба «Альянса Лима», в прошлом игрок сборной Аргентины.

## Биография
Эрнан Баркос — воспитанник футбольной Академии «Расинга» из Авельянеды, за основу которого дебютировал в 2004 году. Однако в родной команде молодой нападающий не смог закрепиться и уже в 2005 году был отдан в аренду в парагвайский «Гуарани». Спустя сезон Баркос впервые оказался в Эквадоре, где сумел громко заявить о себе, забив за «Ольмедо» в 43 матчах 26 голов. К Баркосу возник интерес в Европе и в следующем году «Расинг», которому продолжали принадлежать права на футболиста, отдал его в аренду в «Црвену Звезду». Несмотря на то, что Баркос сыграл несколько успешных игр за сербскую команду, в целом, ожидания руководства «Црвены Звезды» не оправдались и в 2008 году футболист вернулся на родину выступать за «Уракан».
В 2009 году произошёл переломный момент в карьере Баркоса. Игрок, карьера которого катилась на спад, уехал играть в не самый сильный чемпионат Китая. В первой половине сезона он выступал за «Шанхай Шэньхуа» просто провально — всего 3 забитых гола в 14 матчах. Однако последняя аренда в качестве игрока Расинга, с которым контракт у Баркоса подходил к концу, стала феноменальной — нападающий сумел забить 14 мячей в 14 матчах за «Шэньчжэнь» и в итоге стал лучшим бомбардиром чемпионата Китая.
В 2010 году один из сильнейших клубов Южной Америки ЛДУ Кито рискнул подписать контракт с Баркосом. Игрок довольно быстро вписался в коллектив (он забивал хотя бы по одному мячу в первых пяти турах чемпионата Эквадора 2010), помог выиграть международный трофей — Рекопу, а затем и чемпионат Эквадора. Всего за менее чем 2 года нападающий в 79 матчах за ЛДУ забил 50 мячей, а в чемпионатах Эквадора по состоянию на 30 ноября 2011 года — в 62 матчах 38 голов. В августе 2011 года Баркос забил 5 мячей в одном матче — в ворота «Манты». Баркос — один из лучших бомбардиров Южноамериканского кубка 2011 года, в котором ЛДУ дошёл до финала.
В 2012 году перешёл в бразильский «Палмейрас».
23 августа 2012 был впервые вызван в стан национальной команды Аргентины на отборочные игры к ЧМ-2014 против сборных Парагвая и Перу. Впервые в футболке «альбиселестес» он вышел 19 сентября в матче против Бразилии.
8 февраля 2013 года Эрнан подписал контракт с «Гремио» сроком на три года.
В первой половине 2016 года выступал за португальский «Спортинг», после чего вернулся на родину, присоединившись к «Велес Сарсфилду».

## Титулы и достижения
- Чемпион Эквадора (2): 2010, 2018
- Чемпион Кубка Бразилии (2): 2012, 2018
- Вице-чемпион Бразилии (1): 2013
- Вице-чемпион Португалии (1): 2015/16
- Вице-чемпион Сербии (1): 2007/08
- Финалист Южноамериканского кубка (1): 2011
- Обладатель Рекопы (1): 2010
- Лучший бомбардир чемпионата штата Риу-Гранди-ду-Сул (1): 2014 (13 голов)
- Лучший бомбардир чемпионата Эквадора (1): 2017 (21 гол)
- Лучший бомбардир чемпионата Китая (1): 2009 (17 голов)
- Участник символической сборной года Южной Америки (1): 2011